# Music from One Tree Hill
Music From One Tree Hill, è il quarto volume della serie tv, contenente 20 brani, One Tree Hill. È stato distribuito solamente in digitale e disponibile per il download solo nell'I-Tunes Store americano. Contiene brani tratti dalla sesta stagione dello show.

## Tracce
1. Hazy (feat. William Fitzsimmons) - Rosi Golan
2. Behind Your Eyes - Jon Foreman
3. Sincerely Hope It's You - Edith Backlund
4. A Falling Through - Ray LaMontagne
5. (Get Off Your) High Horse Lady - Oasis
6. Devil In Me (Live Acoustic) - Kate Voegele
7. Lifeline - Angels & Airwaves
8. You Can't Break a Broken Heart - Kate Voegele
9. Feel This (feat. Enation) - Bethany Joy Galeotti
10. Can't Go Back Now - The Weepies
11. You Got Growing Up to Do (feat. Patty Griffin) - Joshua Radin
12. Leaving You - Corey Crowder
13. Sheets - Damien Jurado
14. Paris - La Rocca
15. Psychotic Girl - The Black Keys
16. Stop! - Against Me!
17. Poke - Frightened Rabbit
18. Don't Say - St. Lola in the Fields
19. I Want Something That I Want (Duet) - Grace Potter & Bethany Joy Galeotti
20. Quiet In My Town - Civil Twilight